# Liste der Baudenkmäler in Mörnsheim
Auf dieser Seite sind die Baudenkmäler in dem oberbayerischen Markt Mörnsheim zusammengestellt. Diese Tabelle ist eine Teilliste der Liste der Baudenkmäler in Bayern. Grundlage ist die Bayerische Denkmalliste, die auf Basis des Bayerischen Denkmalschutzgesetzes vom 1. Oktober 1973 erstmals erstellt wurde und seither durch das Bayerische Landesamt für Denkmalpflege geführt wird. Die folgenden Angaben ersetzen nicht die rechtsverbindliche Auskunft der Denkmalschutzbehörde.

## Baudenkmäler nach Gemeindeteilen

### Mörnsheim
| Lage                                                                                | Objekt                                                         | Beschreibung | Akten-Nr.     | Bild                                          |
| ----------------------------------------------------------------------------------- | -------------------------------------------------------------- | --- | ------------- | --------------------------------------------- |
| Brunnenplatz 3 (Standort)                                                           | Wohnhaus                                                       | erdgeschossiger Satteldachbau mit verputztem Fachwerkkniestock und Kalkplattendachdeckung, traufseitig abgeschleppt, 18. Jh., an den Hang gebaut; kleines Nebengebäude, erdgeschossiger Satteldachbau mit Kalkplatten, 19. Jh. | D-1-76-148-42 | BW                                            |
| Burgberg; Burgberg 7; Burgberg 5; auf dem Schlossberg oberhalb der Stadt (Standort) | Ehemalige Burg Mörnsheim, jetzt Ruine                          | Trapezförmige Anlage, um 1225; Mauerteile des romanischen Berings der Kernburg, teilweise Buckelquaderung; unterhalb Zwingeranlage mit Wehrturm, aus Bruchsteinmauerwerk, spätgotisch, 2003 erneuert                           | D-1-76-148-13 | weitere Bilder                                |
| Franz-Stößl-Straße 10 (Standort)                                                    | Wohnhaus                                                       | Erdgeschossiger Satteldachbau, mit Fachwerkkniestock und Kalkplatten, barockisierender Putzfassade, drittes Viertel 19. Jahrhundert, im Kern älter                                                                             | D-1-76-148-1  | Wohnhaus                                      |
| Gailach (Standort)                                                                  | Bogenbrücke                                                    | Einjochig, aus Kalksteinmauerwerk, 18./19. Jahrhundert, auf mittelalterlicher Grundlage | D-1-76-148-5  | Bogenbrücke                                   |
| Im Winkel 2 ()                                                                      | Wohnhaus                                                       | möglicherweise ehemaliges Nebengebäude zum Gebäude Im Winkel 3, in den Hang hineingebauter, zweigeschossiger Satteldachbau mit großem tonnengewölbtem Keller, um 1724 (dendro.dat.), Veränderungen im 19. Jh.                  | D-1-76-148-46 |                                               |
| Im Winkel 3 (Standort)                                                              | Wohnhaus                                                       | Zweigeschossiger langgestreckter traufseitiger Satteldachbau mit Steherker, Tennentor und Putzgliederungen, im Kern 16. Jahrhundert, im 18. Jahrhundert ausgebaut, äußere Erscheinung Mitte 19. Jahrhundert                    | D-1-76-148-2  | Wohnhaus                                      |
| Kastnerplatz 1 (Standort)                                                           | Ehemaliges Kastnerhaus des Hochstifts Eichstätt, jetzt Rathaus | Stattlicher zweigeschossiger Treppengiebelbau mit Satteldach, bezeichnet mit dem Jahr „1612“ Angebauter Torturm der ehemaligen Marktbefestigung mit Inschriftentafel, bezeichnet mit dem Jahr „1404“                           | D-1-76-148-3  | weitere Bilder                                |
| Kirchenweg 1 (Standort)                                                             | Wohnhaus                                                       | Zweigeschossiger, giebelseitiger Satteldachbau, 15./16. Jahrhundert, im Kern 15. Jahrhundert | D-1-76-148-38 | Wohnhaus                                      |
| Kirchenweg 2 (Standort)                                                             | Wohnhaus                                                       | Wohnhaus, zweigeschossiger traufständiger Satteldachbau, mit Fachwerkobergeschoss, um 1723 (dendrochronologisch datiert), Umbauten im 19. Jh.                                                                                  | D-1-76-148-47 | Wohnhaus                                      |
| Kirchenweg 12 (Standort)                                                            | Katholische Pfarrkirche St. Anna                               | Saalkirche mit Steildach, erbaut im späten 13. Jahrhundert, verlängert und erhöht um 1630, wiederum verlängert 1855, umgebaut 1955/56; mit Ausstattung                                                                         | D-1-76-148-6  | weitere Bilder                                |
| Kreisstraße (an der Abzweigung der Haunsfelder Straße) (Standort)                   | Bildstock                                                      | Kalksteinpfeiler mit tabernakelförmigem Aufsatz, bezeichnet mit „1525“ und „1780“ | D-1-76-148-16 | Bildstock                                     |
| Kreisstraße (an der Abzweigung der Haunsfelder Straße) (Standort)                   | Kapellennische                                                 | 18. Jahrhundert | D-1-76-148-14 | Kapellennische                                |
| Marktstraße 1, 2 (Standort)                                                         | Wohnhaus                                                       | eingeschossiger giebelständiger Flachsatteldachbau, mit Kniestock, um 1691 (dendro.dat.) und 17./18. Jh., im Inneren verändert                                                                                                 | D-1-76-148-44 | BW                                            |
| Marktstraße 3, 4 (Standort)                                                         | Wohnhaus                                                       | firstgeteiltes Doppelhaus, zweigeschossiges Gebäude mit Flachsatteldach, teilweise mit Kalkplatten, 15./16. Jh., Teile des Obergeschosses und Dachwerks um 1469 (dendro.dat.)                                                  | D-1-76-148-45 | BW                                            |
| Marktstraße 6 (Standort)                                                            | Ehemaliges Gasthaus zur Krone                                  | Stattlicher zweigeschossiger Eckbau, traufseitig mit Aufzugsgiebel nach Norden, kleiner Walmdachvorbau an der Westseite, im Kern 17./18. Jahrhundert                                                                           | D-1-76-148-7  | Ehemaliges Gasthaus zur Krone                 |
| Marktstraße 10 a (Standort)                                                         | Ehemaliger Pfarrstadel, jetzt Haus des Gastes                  | Massiver langgestreckter Flachsatteldachbau, mit Kalkplatten (erneuert), bezeichnet mit dem Jahr „1604“ | D-1-76-148-8  | Ehemaliger Pfarrstadel, jetzt Haus des Gastes |
| Marktstraße 14 (Standort)                                                           | Ehemaliges Gasthaus                                            | Zweigeschossiger Traufseitbau mit Satteldach und Aufzugsgiebel, Segmentbogenfenstern und ehemals Kalkplattendach, drittes Viertel 19. Jahrhundert                                                                              | D-1-76-148-9  | Ehemaliges Gasthaus                           |
| Marktstraße 20 (Standort)                                                           | Inschrifttafel                                                 | Rechteckiges Steinrelief eines ehemaligen Torturms, bezeichnet mit dem Jahr „1494“ | D-1-76-148-10 | Inschrifttafel                                |
| Marktstraße 24 (Standort)                                                           | Kapellenbildstock                                              | Zweigeschossiger kleiner Satteldachbau, barock | D-1-76-148-11 | Kapellenbildstock                             |
| Mörnsheimer Weg ()                                                                  | Wegkapelle                                                     | 18. Jahrhundert; am Kronenwirtsberg | D-1-76-148-15 |                                               |
| Nähe Bachstraße; Nähe Brunnenplatz (Standort)                                       | Ehemalige Marktbefestigung                                     | Erbaut 1404 durch Bischof Friedrich von Öttingen, in jüngerer Zeit erneuert Teilstücke der ehemaligen Ringmauer an der Bachstraße und im Garten H. Lamm als Bruchsteinmauerwerk erhalten                                       | D-1-76-148-35 | BW                                            |
| Rosenau 4 (Standort)                                                                | Wohnhaus                                                       | Erdgeschossiger Satteldachbau, mit Kalkplatten, erste Hälfte 19. Jahrhundert | D-1-76-148-12 | Wohnhaus                                      |

### Altendorf
| Lage                                               | Objekt                                             | Beschreibung | Akten-Nr.     | Bild                        |
| -------------------------------------------------- | -------------------------------------------------- | --- | ------------- | --------------------------- |
| Maria-End-Weg 10; Maria-End-Weg 11 (Standort)      | Katholische Filial- und Wallfahrtskirche Mariä End | Saalbau mit Steildach, Chor gotisch, wohl 1401, Langhaus erweitert nach Plänen von Jakob Engel 1709/10; mit Ausstattung Friedhof, alter Teil, geweiht 1401, mit hoher Ummauerung und Tor sowie in die Mauer eingelassenen Grabdenkmälern des 18. und 19. Jahrhunderts Friedhofskapelle, 1766 | D-1-76-148-18 | weitere Bilder              |
| Maria-End-Weg 11 (Standort)                        | Ehemaliges Benefiziatenhaus                        | Dreigeschossiger massiver Flachsatteldachbau, 1709/10, in den Hang gebaut | D-1-76-148-19 | Ehemaliges Benefiziatenhaus |
| Nähe Maria-End-Weg, westlich der Kirche (Standort) | Wegkapelle                                         | Kleiner Satteldachbau mit Lourdesnische, 1934 | D-1-76-148-20 | Wegkapelle                  |

### Ensfeld
| Lage                   | Objekt                                          | Beschreibung                                                                                                   | Akten-Nr.     | Bild           |
| ---------------------- | ----------------------------------------------- | --- | ------------- | -------------- |
| Kirchberg 6 (Standort) | Ehemaliges Pfarrhaus                            | Zweigeschossiger Steildachbau, mit Gesimsgliederung und Fensterrahmungen, erbaut 1781                          | D-1-76-148-21 | weitere Bilder |
| Kirchberg 8 (Standort) | Katholische Pfarrkirche St. Johannes der Täufer | Chorturmanlage, Anfang 14. Jahrhundert, verändert 1722, Turm erhöht durch Oktogonaufsatz 1763; mit Ausstattung | D-1-76-148-22 | weitere Bilder |

### Haunsfeld
| Lage                                                            | Objekt                    | Beschreibung | Akten-Nr.     | Bild              |
| --------------------------------------------------------------- | ------------------------- | --- | ------------- | ----------------- |
| Dorfstraße 4 (Standort)                                         | Katholische Ortskapelle   | Mit Fachwerkdachreiter, 1799 erbaut; mit Ausstattung | D-1-76-148-23 | weitere Bilder    |
| Lerchenweg 2 (Standort)                                         | Ehemaliger Kleinbauernhof | Erdgeschossiges Wohnstallhaus, Flachsatteldachbau mit Kalkplatten, Fachwerkobergeschoss, 1706; Scheune, Flachsatteldachbau, massiv, mit Fachwerk-Kniestock und Kalkplatten, 18. Jahrhundert                  | D-1-76-148-37 | BW                |
| Lerchenweg 4 (Standort)                                         | Ehemaliger Kleinbauernhof | Zweigeschossiger Flachsatteldachbau mit Kalkplatten, Wohnteil mit Fachwerkobergeschoss, 1712, wohl mit älterem Kern, Scheune, Satteldachbau mit Kalkplatten, rechtwinklig angeschlossen, 18./19. Jahrhundert | D-1-76-148-36 | BW                |
| Bei Reinberg Nr. 4 (Standort)                                   | Kapellenbildstock         | Um 1900 | D-1-76-148-26 | BW                |
| Reinberg, am Weg nach Dollnstein ()                             | Kapellenbildstock         | 19. Jahrhundert | D-1-76-148-25 |                   |
| Reinberg, an der Straße nach Dollnstein (Standort)              | Kapellenbildstock         | Bezeichnet mit dem Jahr „1837“ | D-1-76-148-24 | Kapellenbildstock |
| Reinberg 1 (Standort)                                           | Bildstock                 | Kalksteinpfeiler mit tabernakelförmigem Aufsatz, wohl 19. Jahrhundert, ehemals wohl nahe Haus Nr. 9 | D-1-76-148-28 | BW                |
| Tasche, an der Straße zwischen Wildbad und Haunsfeld (Standort) | Bildstock                 | Kalksteinpfeiler mit Aufsatz, wohl 19. Jahrhundert | D-1-76-148-30 | BW                |
| Tasche, beim Wildbadschlag (Standort)                           | Kapellenbildstock         | 19. Jahrhundert, neu erbaut in jüngerer Zeit | D-1-76-148-27 | BW                |

### Kronmühle
| Lage                                                | Objekt              | Beschreibung | Akten-Nr.     | Bild                |
| --------------------------------------------------- | ------------------- | --- | ------------- | ------------------- |
| Gailachstraße 3; Nähe Kronmühle; Gailach (Standort) | Ehemalige Kronmühle | Mühlenwohnhaus, zweigeschossiger Satteldachbau, mit Aufzugsluke, 18. Jahrhundert Austragshaus, zweigeschossiger schmaler Satteldachbau mit Kalkplatten, gleichzeitig Anlage des Mühlkanals, der zwischen beiden Gebäuden hindurchführt | D-1-76-148-39 | Ehemalige Kronmühle |

### Mühlheim
| Lage                                        | Objekt                                                      | Beschreibung | Akten-Nr.              | Bild                        |
| ------------------------------------------- | ----------------------------------------------------------- | --- | ---------------------- | --------------------------- |
| Gailach, im Ort (Standort)                  | Dreijochige Bogenbrücke                                     | Aus Kalksteinmauerwerk, wohl 19. Jahrhundert | D-1-76-148-34          | Dreijochige Bogenbrücke     |
| Gailachstraße 11 (Standort)                 | Katholische Filialkirche St. Cyriakus, Largus und Smaragdus | Kleiner Saalbau, im 11./12. Jahrhundert erweitert, Chor im Kern wohl karolingisch, barocker Ausbau des Langhauses Anfang 18. Jahrhundert; mit Ausstattung Mit Friedhofsummauerung, 18./19. Jahrhundert | D-1-76-148-31          | weitere Bilder              |
| Quellenweg 6 (Standort)                     | Ehemaliges Gasthaus                                         | Zweigeschossiger Flachsatteldachbau, ehemals mit Kalkplatten, mit Aufzugsgiebel und Steherker, 1862, im Kern wohl älter                                                                                | D-1-76-148-32 Wikidata | Ehemaliges Gasthaus         |
| Schaudistraße 1; Schaudistraße 3 (Standort) | Ehemaliges Doppelbauernhaus                                 | Zweigeschossiger Satteldachbau mit außermittig geteiltem Giebel (Stüberlvorbau), ehemals mit Kalkplatten, Fachwerkobergeschoss auf hohem Bruchsteinsockel, Anfang 18. Jahrhundert, am Hang gelegen     | D-1-76-148-33 Wikidata | Ehemaliges Doppelbauernhaus |
| Schmiedgasse 11 (Standort)                  | Wohnhaus                                                    | Kleiner giebelständiger eingeschossiger Altmühl-Jura-Bau, mit Fachwerk-Kniestock, wohl zweite Hälfte 18. Jahrhundert, Ausbaudetails um 1900 erneuert                                                   | D-1-76-148-40          | BW                          |

## Ehemalige Baudenkmäler
In diesem Abschnitt sind Objekte aufgeführt, die früher einmal in der Denkmalliste eingetragen waren, jetzt aber nicht mehr. Objekte, die in anderem Zusammenhang also z. B. als Teil eines Baudenkmals weiter eingetragen sind, sollen hier nicht aufgeführt werden. Aktennummern in diesem Abschnitt sind ehemalige, jetzt nicht mehr gültige Aktennummern.

| Lage                                           | Objekt            | Beschreibung                                       | Akten-Nr.     | Bild              |
| ---------------------------------------------- | ----------------- | -------------------------------------------------- | ------------- | ----------------- |
| Holzhühläcker, am Weg zu den Holzbühläckern () | Bildstock         | Kalksteinpfeiler mit Aufsatz, wohl 19. Jahrhundert | D-1-76-148-29 |                   |
| Mörnsheim Kastnerplatz 7 (Standort)            | Wasserstandsmarke | 1871; an der Front                                 | D-1-76-148-4  | Wasserstandsmarke |